# Comitatul Adams, Colorado
Comitatul Adams, conform originalului din engleză, Adams County, este unul din cele 64 de comitate ale statului american Colorado. Sediul comitatului este localitatea Brighton.

## Demografie
|  | Graficele sunt indisponibile din cauza unor probleme tehnice. Mai multe informații se găsesc la Phabricator și la wiki-ul MediaWiki. |

Date: Wikidata - grafică realizată de Wikipedia